# 小行星5387
小行星5387（5387 Casleo）是一颗绕太阳运转的小行星，为主小行星带小行星。该小行星于1980年7月19日发现。

## 轨道参数
小行星5387的轨道半长轴为364 997 296 km，2.4398215 UA，离心率为0.171。